# Olena Kostevytsj
Olena Kostevytsj (Oekraïens: Олена Костевич) (Chabarovsk, 14 april 1985) is een vrouwelijk schutter uit Tsjernihiv, Oekraïne. Reeds op jonge leeftijd won Kostevytsj de discipline "10 meter luchtpistool" op het ISSF wereldkampioenschap schietsport in 2002 en op de Olympische Zomerspelen 2004 in Athene.  Haar nationaal record van 394 punten ligt 1 punt hoger dan het wereldrecord.